# 阿伊努料理

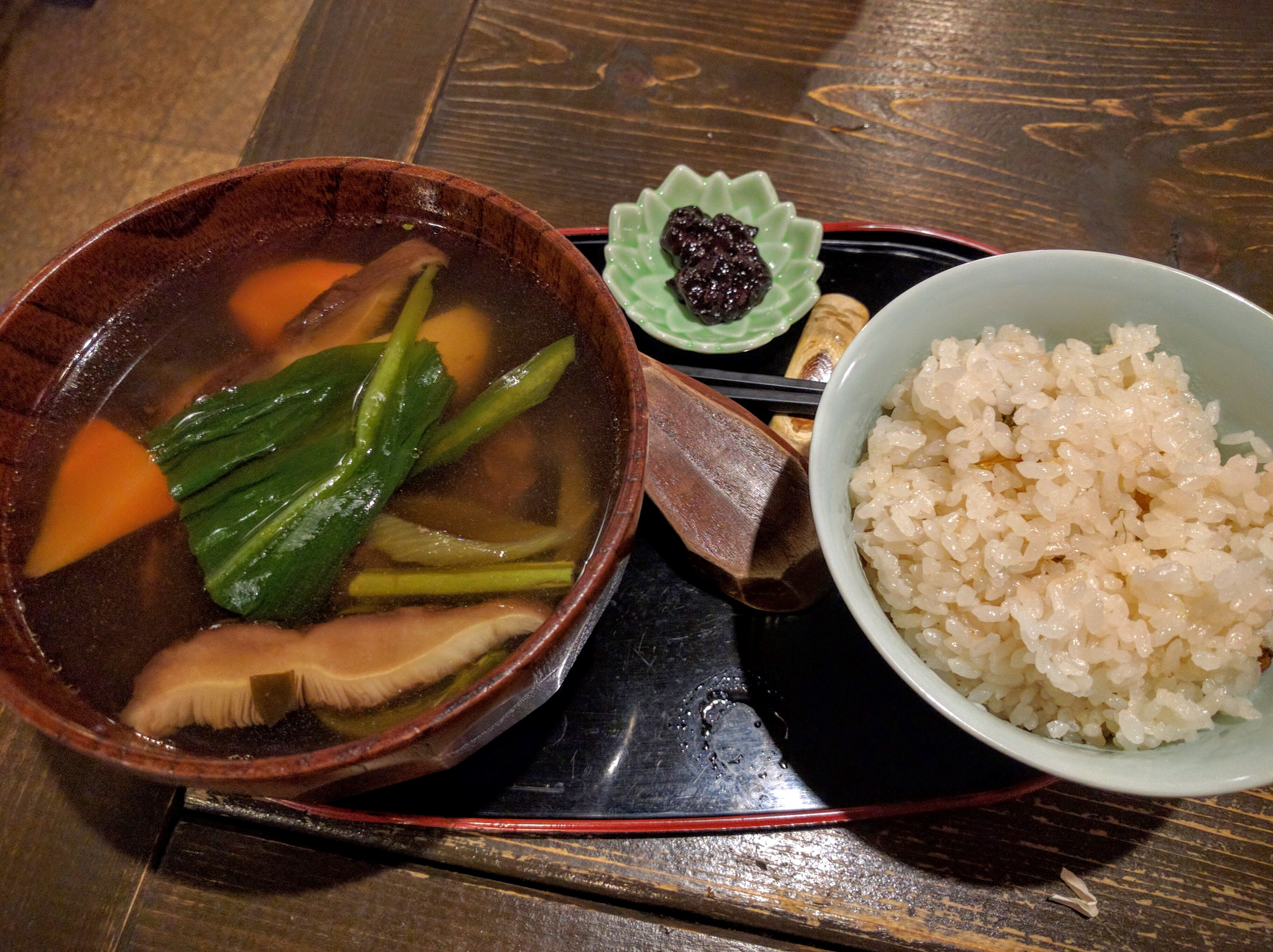
含鹿肉和山菜汤、发酵鮭魚的阿伊努料理

阿伊努料理，是日本少數民族阿伊努人的飲食，烹調風格與傳統日本料理大相逕廷。他們多吃肉食與魚類（鹿和鮭魚），多用煮、燒和煙燻的方式處理，而少吃刺身類食物。
阿伊努人直到最近也被認為是一個專門狩獵採集社會，但他們其實也從事簡單農業，因此穀物與豆類也是主食之一。